# Marcus Æmilius Barbula Papus
Pour les articles homonymes, voir Aemilius Barbula et Aemilius Papus.
Marcus Aemilius Papus est un homme politique romain du IVe siècle av. J.-C.

## Famille
Il est membre des Aemilii Papi, branche de la famille patricienne des Aemilii. Theodor Mommsen a proposé de l'identifier à Marcus Aemilius Barbula, peut-être dictateur en 285 av. J.-C. et frère de Quintus Aemilius Barbula, consul en 317 av. J.-C. Son Elogium a été retrouvé dans les ruines du forum d'Auguste. Cette identification est toutefois réfutée par Attilio Degrassi qui avance le fait que ce dernier est probablement le frère cadet du consul de 317 av. J.-C. et qu'il devait apparaître sur un fragment perdu des fastes capitolins correspondant aux années 292 et 285 av. J.-C. Il n'aurait donc pas pu être dictateur dès l'année 321 av. J.-C.

## Biographie
En 321 av. J.-C., après la défaite des Fourches Caudines, le Sénat enjoint aux consuls vaincus par les Samnites, Spurius Postumius Albinus Caudinus et Titus Veturius Calvinus, d'abdiquer et désigne Quintus Fabius Ambustus comme dictateur afin d'assurer les élections de nouveaux consuls. La désignation de ce dernier n'ayant pas été faite de façon régulière, il doit renoncer aussitôt. Marcus Aemilius Papus est alors nommé comme nouveau dictateur pour assurer les élections. Il s'adjoint Lucius Valerius Flaccus comme maître de cavalerie, mais ne parvient pas non plus à tenir de nouvelles élections. Ils sont donc remplacés par un interroi qui préside les élections.